# Ernst Meyer (Fussballspieler)
Ernst «Ernschtli» Meyer (* 30. März 1942 in Bern) ist ein ehemaliger Schweizer Fussballspieler, der zumeist am rechten Flügel spielte. Mit dem FC Zürich wurde er in den Jahren 1963, 1966 und 1968 Schweizer Meister und gewann 1966 den Schweizer Cup.

## Karriere

### Vereine

#### Jugend und FC Zürich
Ernst Meyer begann seine Karriere beim Sportclub Satus Zürich. FCZ-Präsident Edi Nägeli holte das grosse Talent jedoch bald zum FC Zürich.
Für Ernst Meyer, den sie damals alle «Ernschtli» nannten, war der FC Zürich sein Stammverein, für den der Flügelstürmer von 1962 bis 1969 in der ersten Mannschaft spielte. In seiner Premierensaison 1962/63 gewann er mit dem FCZ den Meistertitel, für den Verein war es die erste Meisterschaft seit 39 Jahren. Auch international konnte Ernst Meyer mit seinen damaligen Teamkollegen Erfolge feiern. Er war 21 Jahre alt, als der FCZ unter Trainer Louis Maurer im Herbst 1963 seinen Erfolgszug im Meistercup begann. Zuerst wurde der irische Vertreter FC Dundalk eliminiert, danach Galatasaray Istanbul durch einen Münzwurf des Schiedsrichters, nachdem das Entscheidungsspiel in Rom 2:2 geendet hatte. Auch danach fand der FCZ-Erfolgsweg seine Fortsetzung. Im Viertelfinal wurde die PSV Eindhoven aus dem Meistercup geworfen. Im Halbfinal traf der FCZ auf eine der besten Mannschaften der Welt: Real Madrid mit Ferenc Puskás, Alfredo Di Stéfano und Francisco Gento. Während bei den Königlichen ausschliesslich Vollprofis im Einsatz waren, trainierten die Zürcher nur dreimal in der Woche und gingen alle einem Beruf nach. In beiden Begegnungen am 22. April 1964 in Zürich (1:2) und am 7. Mai 1964 in Madrid im Santiago Bernabéu (0:6) vor 110'000 Zuschauern gehörte Ernst Meyer zur Stammelf. Gegen die Real-Stars reichte das Leistungsvermögen des FCZ schlussendlich nicht aus.
1965/66 glückte der Double-Erfolg unter Trainer Louis Maurer an der Seite von Mitspielern wie Klaus Stürmer, Fritz Künzli, Heinz Bäni, Jakob «Köbi» Kuhn und Rosario Martinelli. In der Nationalliga A wurde der FC Zürich mit sieben Punkten Vorsprung auf den Zweiten Servette FC Meister, im Schweizer Cup gewann man den Final mit 2:0 ebenfalls gegen die Genfer.
Im Februar 1967 wurde der Vertrag mit Meyer aufgelöst – mit der Chance auf Bewährung: Offenbar hatte er in einer Verletzungspause zu viel an Gewicht zugelegt. Nur zwei Monate später wurde der Stürmer wieder komplett ins Team integriert. Im Juni 1968, nach Ende der regulären Spielzeit 1967/68, stand der FC Zürich punktgleich mit dem Stadtrivalen Grasshopper Club Zürich und dem FC Lugano an der Tabellenspitze und entschied daraufhin die folgende Meisterrunde mit zwei Siegen aus zwei Spielen für sich.
Am 15. Juni 1968 fand im Zürcher Letzigrund-Stadion für viele der bekannten FCZ-Spieler der überaus erfolgreichen 1960er-Jahre der grösste Match ihrer Karriere statt: das Freundschaftsspiel zwischen dem FCZ und dem FC Santos. Der Match fand anlässlich der Santos-Welttournee statt, die der brasilianische Topclub mit Superstar Pelé zu Vermarktungszwecken durchführte. Der hochmotivierte FCZ gewann dieses Spiel durch Tore von Köbi Kuhn, Christian Winiger (2), Ernst Meyer und Fritz Künzli mit 5:4. Pelé realisierte kurz vor Schluss den Anschlusstreffer.
Nach 173 Pflichtspielen für den FCZ, davon 133 Meisterschaftsspiele, 16 Cupspiele und 24 internationale Spiele, in denen er insgesamt 31 Tore erzielte und 30 Vorlagen gab, wurde Ernst Meyer in der Saison 1969/70 an den Ligakonkurrenten AC Bellinzona ausgeliehen. Bis Saisonende spielte er 21-mal in der Nationalliga A, wobei er ein Tor schoss.

#### FC Winterthur
Nach seiner kurzen Station im Tessin wurde er im Sommer 1970 auf Empfehlung von Timo Konietzka von der Clubleitung des FC Winterthur verpflichtet. Im ersten Jahr beim FCW bestritt er aufgrund von Verletzungen nur elf Spiele. Doch ab der folgenden Spielzeit wurde er unter der Leitung von Willy Sommer, der von der Saison 1970/71 bis zum Spieljahr 1974/75 als Trainer des FC Winterthur fungierte, zum Stammspieler der wohl stärksten Mannschaft des Vereins seit langer Zeit. In der Saison 1971/72 reichte es wie im Vorjahr für den 6. Platz, und Meyer schaffte mit der Mannschaft den Vorstoss in den Ligacup-Final, in dem man gegen den FC Basel mit 1:4 verlor. In den Jahren 1972 bis 1975 nahm der Verein jeweils am UEFA Intertoto Cup teil, für eine UEFA-Cup-Qualifikation reichte es jedoch nie. Die Saison 1972/73 stiess der FCW nochmals in den Ligacup-Final vor und verlor das Spiel, nachdem es nach der regulären Spielzeit 2:2 gestanden hatte, im Elfmeterschiessen mit 4:5 gegen den Grasshopper Club Zürich. In der Saison 1973/74 erzielte der FCW mit dem 4. Platz sein bestes Ergebnis in dieser Phase, punktgleich mit dem Drittplatzierten und einen Punkt vom Zweitplatzierten entfernt. In der Saison 1974/75 erreichte die Mannschaft zum zweiten Mal in der Vereinsgeschichte den Cupfinal. Der FC Winterthur unterlag nach 120 Minuten in der Verlängerung mit 1:2 gegen den FC Basel. Ernst Meyer erzielte in der 66. Minute das Tor für den FC Winterthur zum zwischenzeitlichen Ausgleich.

#### Spielertrainer beim FC Industrie Zürich
In der Winterpause der Saison 1975/76 beendete der damals 34-jährige Aussenverteidiger seine aktive Laufbahn als Profifussballer und übernahm als Spielertrainer den Zürcher Quartierverein FC Industrie Zürich.

### Nationalmannschaft
Sein Debüt in der Nationalmannschaft gab Ernst Meyer unter Trainer Karl Rappan am 23. Dezember 1962 im Karlsruher Wildparkstadion vor 48'000 Zuschauern bei der 1:5-Niederlage gegen Deutschland, als er in der 60. Minute für den Lausanner Robert Hosp eingewechselt wurde. 1963 folgten drei weitere Freundschaftsspiele gegen Marokko, Norwegen und Frankreich. Beim 2:2 gegen Frankreich am 11. November im Parc des Princes in Paris bestritt er zugleich sein viertes und letztes Länderspiel. Ein Torerfolg in der Nati blieb ihm verwehrt. Es war zugleich auch das letzte Länderspiel für Nationaltrainer Karl Rappan.

## Erfolge
FC Zürich
- Schweizer Meister: 1962/63, 1965/66, 1967/68
- Schweizer Cupsieger: 1965/66

## Sonstiges
Heute wohnt Ernst Meyer mit seiner Ehefrau Yvonne im Zürcher Quartier Oerlikon. Er ist einer der wenigen noch lebenden Spieler dieser goldenen Generation des FCZ.